# 由良町

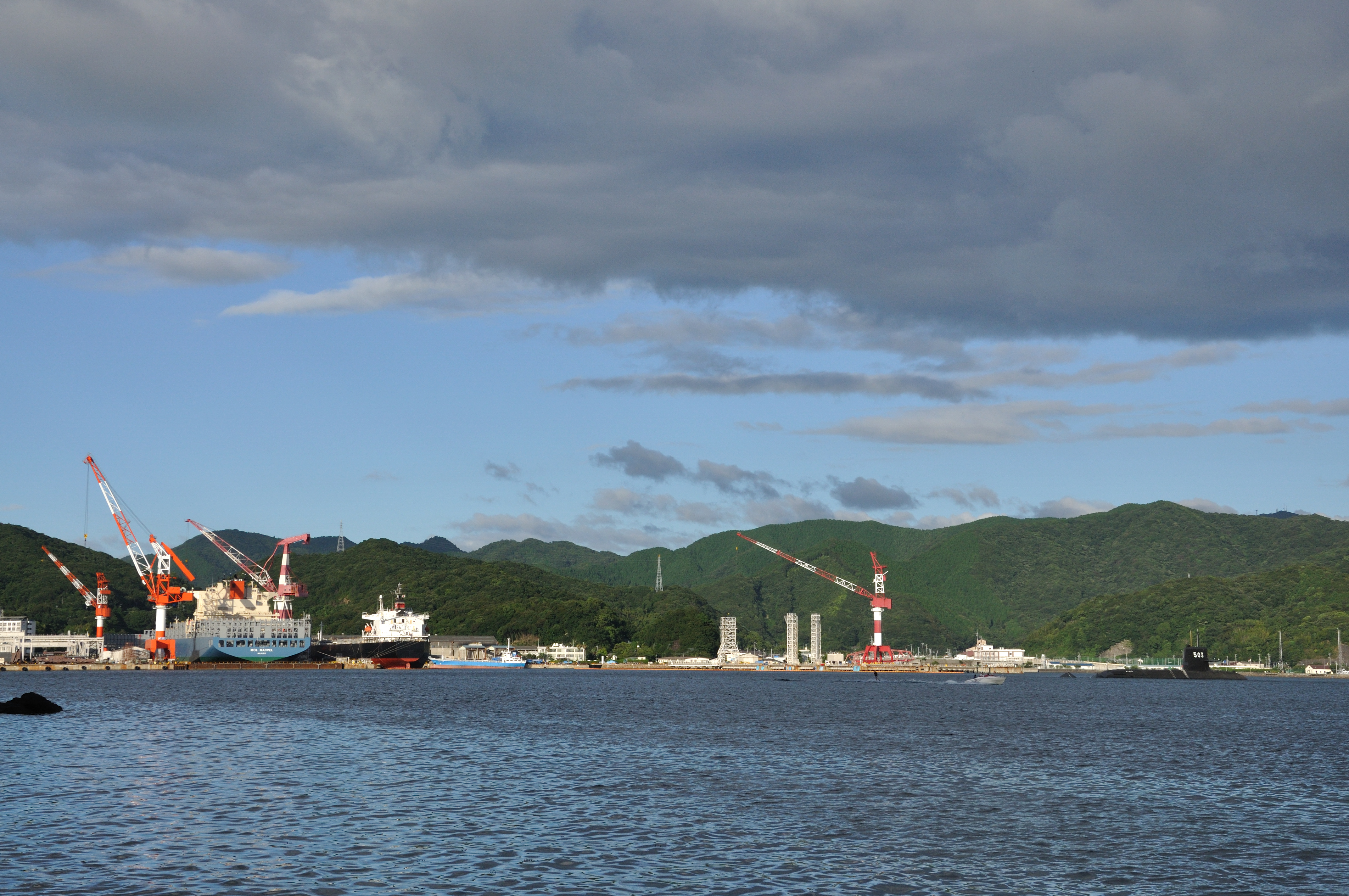
由良港。右が海上自衛隊由良基地、左はエム・イー・エス由良の造船所

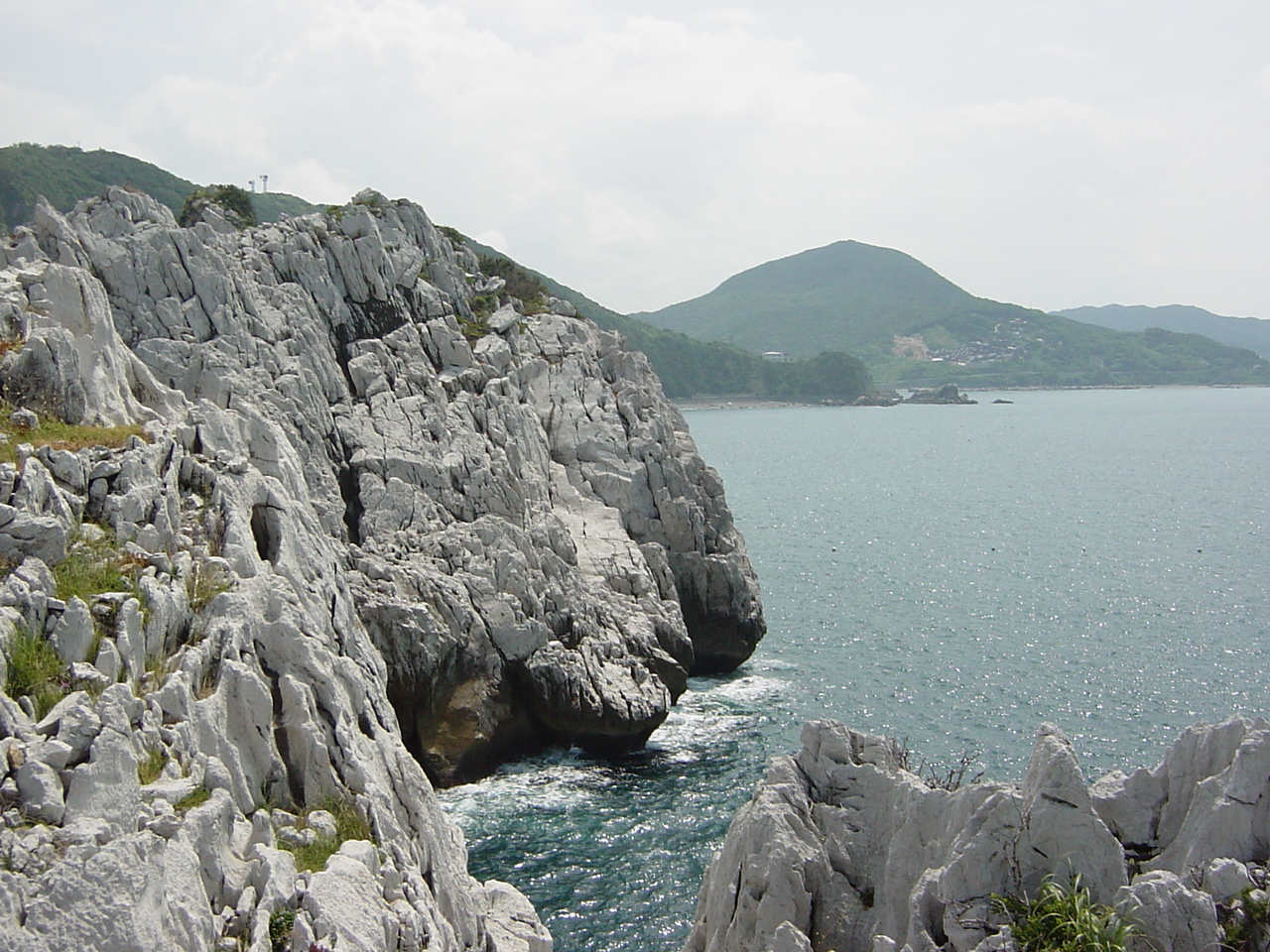
白崎海岸

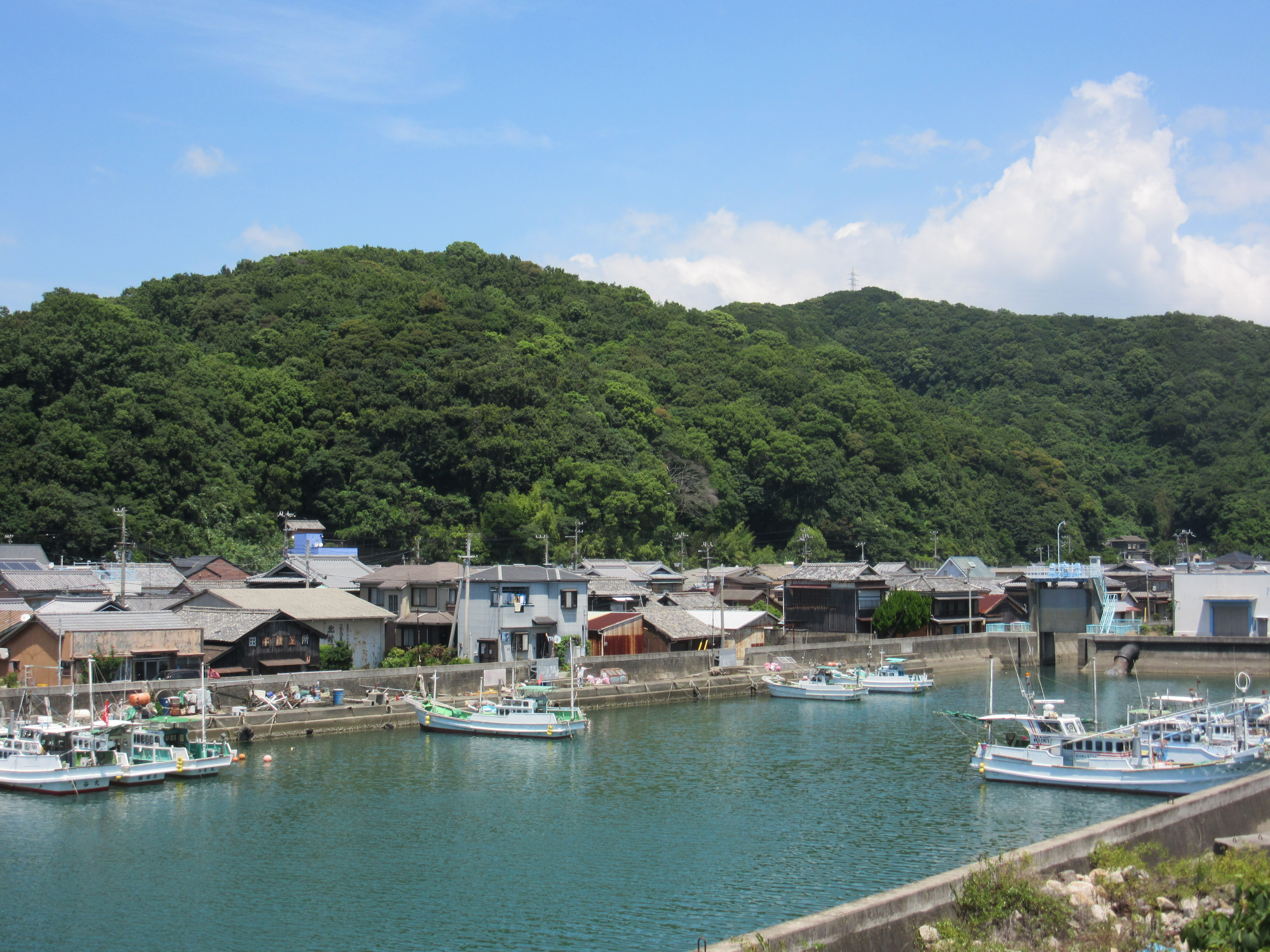
由良港と由良の街並み

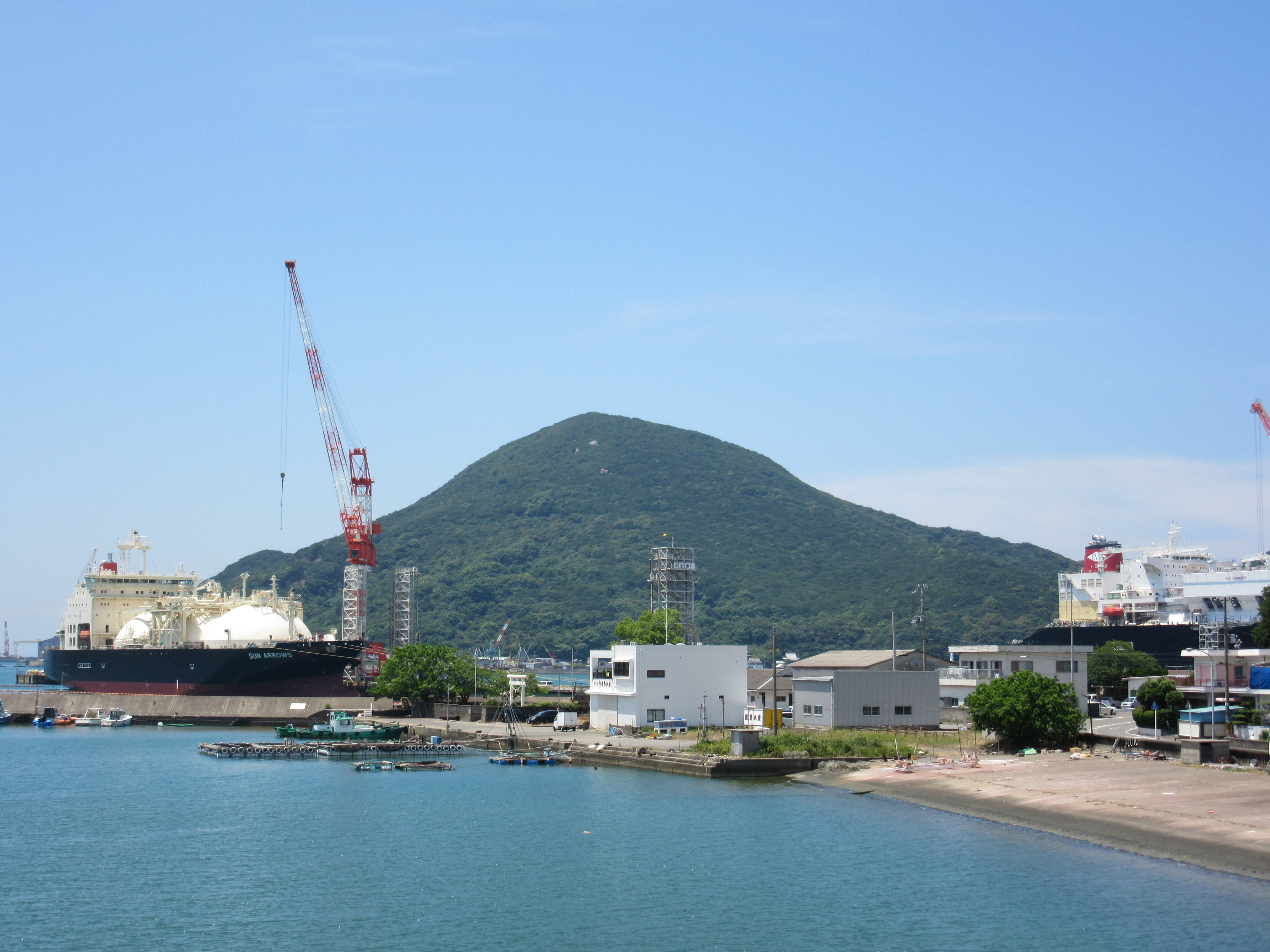
由良港・由良造船所と重山

由良町（ゆらちょう）は、和歌山県のほぼ中央部に位置する町。町全体は東西に広がり、東側は山地、西側は紀伊水道に面する。

## 概要
海岸部の白崎海岸は万葉の時代から知られており、県立自然公園に指定され、白崎海洋公園が整備されている。紀伊の由良を詠んだ歌が万葉集に4首あり、「湯等」や「湯羅」と表記され、町内の万葉公園には歌碑も建てられている。
- 妹がため玉を拾ふと紀伊の国の　湯羅の岬にこの日暮しつ
- 白崎は幸くあり待て大船に　真楫しじ貫きまたかへり見む
- 朝開き漕ぎ出て我は湯羅の崎　釣する海人を見て帰り来む
- 湯羅の崎潮干にけらし白神の　磯の浦廻をあへて漕ぐなり

石灰岩の分布する地質で、白崎海岸のほか、和歌山県内唯一の鍾乳洞施設である戸津井鍾乳洞などがある。
また、町内の興国寺は、金山寺味噌、醤油発祥の地と言われている。
温暖な気候を利用したミカン（ゆら早生、ゆらっ子などの品種）の栽培や、冬に海水温が一気に下がる環境を利用したワカメ（衣奈（えな）わかめ）の養殖が盛んである。

## 地理
- 山：重山（かさねやま）
- 河川：由良川 - 由良町の中央部を流れる川
- 海域：紀伊水道、太平洋 - 今後発生が予測される南海トラフ巨大地震の際には、町内に最大7mの津波が到達することが予想されている[2]。
- 島：海驢島（あしかじま）- その名の通り、明治時代まではニホンアシカが生息していた[3]。
- 名勝：白崎 - 和歌山県立自然公園指定・日本の渚百選

### 隣接している自治体
- 有田郡 広川町
- 日高郡 日高町

### 地区
由良地区（南部・東部）
- 阿戸、網代、江ノ駒、里、門前、中、畑

白崎地区（西部）
- 吹井、神谷、大引

衣奈地区（北部）
- 小引、戸津井、衣奈、三尾川

## 歴史
- 1889年（明治22年）4月1日 - 町村制の施行により、畑村・中村・門前村・里村・網代村・阿戸村・江ノ駒浦の区域をもって由良村が発足。
- 1947年（昭和22年）10月15日 - 由良村が町制施行して由良町となる。
- 1955年（昭和30年）1月1日 - 白崎村・衣奈村と合併し、改めて由良町が発足。
- 1958年（昭和33年） - 白崎自然公園が県立公園として指定。
- 1959年（昭和34年） - 蟻島灯台が完成。
- 1961年（昭和36年） - 第2室戸台風による被害を受ける。
- 1962年（昭和37年） - 興国寺灯篭焼き県指定重要無形文化財として指定。
- 1963年（昭和38年） - 国道42号線由良地内起工。
- 1965年（昭和40年） - 国道42号線由良地内開通。
- 1967年（昭和42年） - 紀勢本線紀伊由良駅・湯浅駅間が複線化。
- 1968年（昭和43年） - 国鉄臨港線廃止。紀勢本線紀伊由良駅・御坊駅間が複線化。
- 1969年（昭和44年） - 財政再建団体として指定。
- 1971年（昭和46年） - 紀伊由良駅貨物営業停止。皇太子明仁親王（明仁上皇）が来町。
- 1973年（昭和48年） - 三井造船（現、エム・イー・エス）操業開始。
- 1982年（昭和57年） - 由良港臨海土地造成として臨海地域の埋め立て工事を実施。
- 1985年（昭和60年） - 法灯国師700年大遠諱。
- 1987年（昭和62年） - 町議会議員定数削減（20→18）。阿戸区獅子舞県指定重要無形文化財となる。
- 1989年（平成元年） - 役場新庁舎完成。業務効率化のためコンピュータを導入。
- 1990年（平成2年） - 由良町民憲章を制定。
- 1991年（平成3年） - 町議会議員定数削減（18→16）。
- 2007年（平成19年） - 町議会議員定数削減（12→10）。
- 2020年 (令和2年)　 -　由良町長選挙に新人山名実氏が初当選。

## 経済

### 産業
- 主な産業：観光産業（民宿・旅館）

由良ドック（株）があり、船舶の修理などを行っている。かつては三井E&Sホールディングスと川崎重工業の合弁会社だったが、三井E&Sホールディングスの単独出資に移った後、常石造船グループ入りし、2023年1月1日に現在の社名になった。
（株）駒井ハルテック和歌山工場があり、橋梁、鉄骨の鉄鋼構造物の製作などを行っている。

### 日本郵政グループ
集配郵便局
- 由良郵便局（里）

無集配郵便局
- 白崎（しらさき）郵便局（吹井＝ふけい）
- 衣奈（えな）郵便局（衣奈）

各郵便局にはゆうちょ銀行のATMが設置され、由良郵便局ではホリデーサービスを実施（2011年6月現在）。
※由良町内の郵便番号は「649-11xx」（由良郵便局の管轄）となっている。

## 地域

### 人口
| |                                        |  |
| 由良町と全国の年齢別人口分布（2005年） | 由良町の年齢・男女別人口分布（2005年） |  |
| ■紫色 ― 由良町 ■緑色 ― 日本全国 | ■青色 ― 男性 ■赤色 ― 女性              |  |
| 由良町（に相当する地域）の人口の推移 \| 1970年（昭和45年） \| 8,258人 \| \| \| 1975年（昭和50年） \| 9,273人 \| \| \| 1980年（昭和55年） \| 9,468人 \| \| \| 1985年（昭和60年） \| 9,273人 \| \| \| 1990年（平成2年） \| 8,529人 \| \| \| 1995年（平成7年） \| 8,056人 \| \| \| 2000年（平成12年） \| 7,625人 \| \| \| 2005年（平成17年） \| 7,179人 \| \| \| 2010年（平成22年） \| 6,508人 \| \| \| 2015年（平成27年） \| 5,837人 \| \| \| 2020年（令和2年） \| 5,364人 \| \| |                                        |  |
| 総務省統計局 国勢調査より |                                        |  |
| 1970年（昭和45年） | 8,258人                                |  |
| 1975年（昭和50年） | 9,273人                                |  |
| 1980年（昭和55年） | 9,468人                                |  |
| 1985年（昭和60年） | 9,273人                                |  |
| 1990年（平成2年） | 8,529人                                |  |
| 1995年（平成7年） | 8,056人                                |  |
| 2000年（平成12年） | 7,625人                                |  |
| 2005年（平成17年） | 7,179人                                |  |
| 2010年（平成22年） | 6,508人                                |  |
| 2015年（平成27年） | 5,837人                                |  |
| 2020年（令和2年） | 5,364人                                |  |

### 教育
- 由良町立由良小学校
- 由良町立由良中学校
- 高等学校・短期大学・大学はない

## 交通

### 鉄道路線
- JR西日本

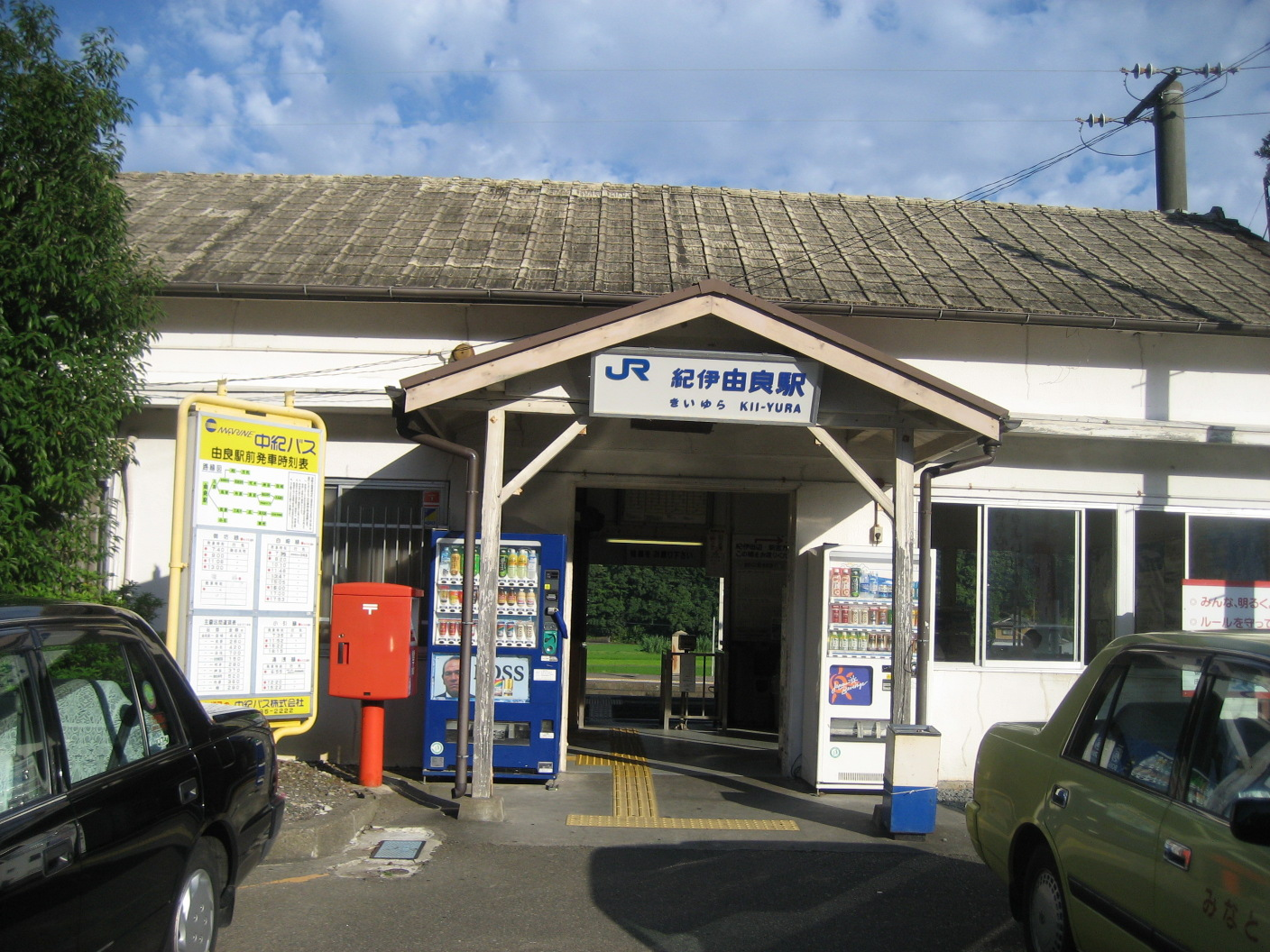
紀伊由良駅

  - 紀勢本線：（日高町） - 紀伊由良駅 - （広川町）

### 路線バス
- 中紀バス

### 道路
- 高速道路

町内を高速道路は通っていない。最寄のインターチェンジは湯浅御坊道路の広川IC
- 一般国道
  - 国道42号
- 県道
  - 和歌山県道23号御坊湯浅線
  - 和歌山県道24号御坊由良線
  - 和歌山県道177号南金屋由良線
- 道の駅
  - 白崎海洋公園

### 港湾
- 由良港（地方港湾）

## 名所・旧跡・観光スポット・祭事・催事

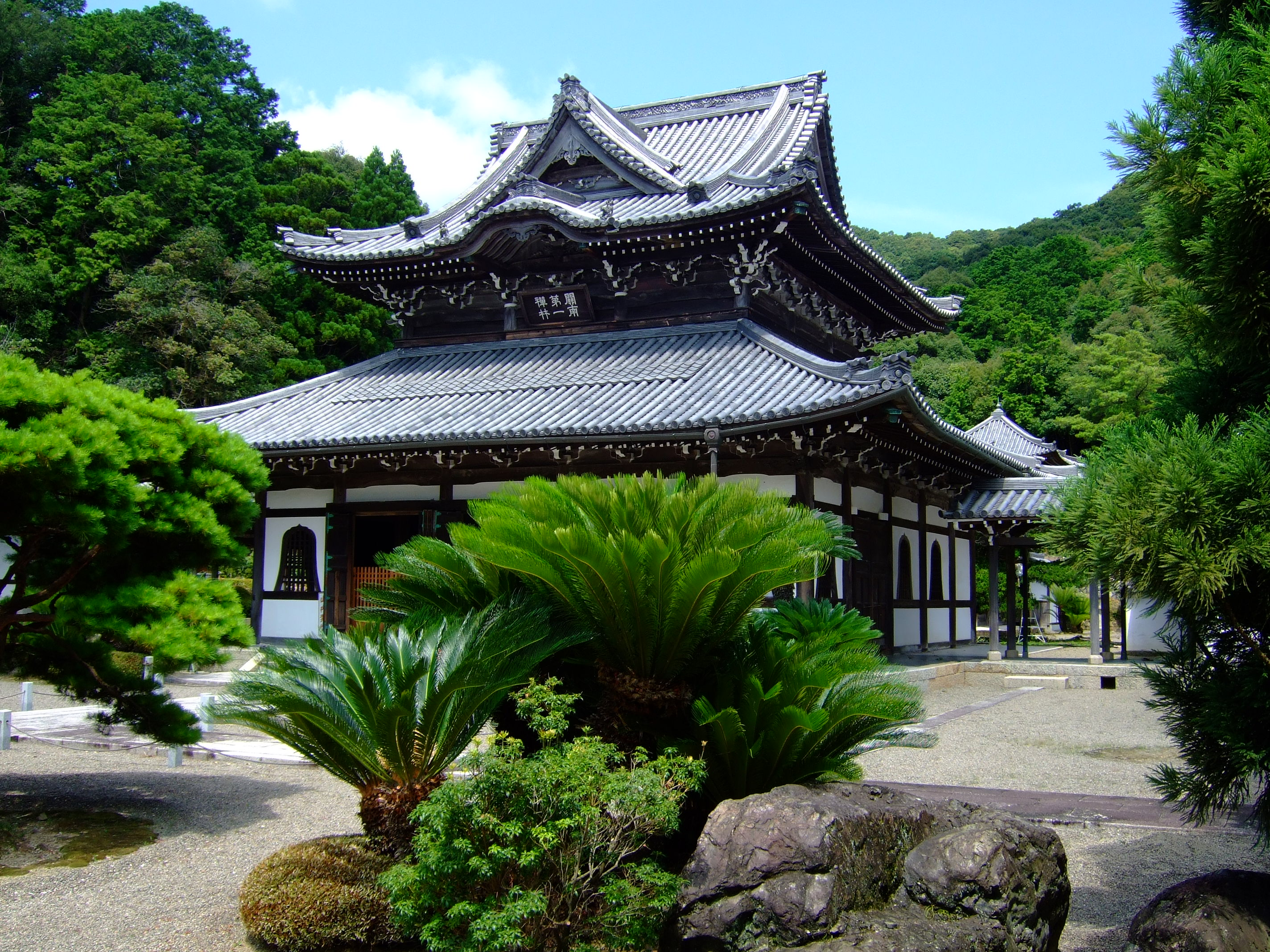
興国寺 - 本堂

横浜、阿戸の獅子舞は県の無形重要文化財に指定されている。
- 白崎海岸
  - 白崎海洋公園
- 戸津井鍾乳洞
- 宇佐八幡宮 - 毎年10月第3日曜日に由良秋祭が行われ、六組の勇壮な獅子舞などが奉納される。
- 興国寺
- 門前の大岩
- 由良海つり公園

## 出身有名人
- 由良守応 - 岩倉具視らと欧米に派遣。宮内省宮内馬車掛長。日本初の乗合馬車会社千里軒創業者。
- 楠山義太郎 - 毎日新聞ロンドン特派員。リットン調査団報告をスクープ。1939年（昭和14年）、当時のルーズベルト大統領と日本人記者として単独会見に成功。毎日新聞東京本社編集長、毎日新聞主筆、東京日日新聞社長。衆議院議員。
- 大橋里美 - 元山陽放送アナウンサー
- 神田耕一郎
- 城本蕉月 - 華道蕉月流創始者。
- 覚明 - 鎌倉時代の僧
- 大黒坊弁慶 - プロレスラー
- 浜野健 - マラソン選手
- 直川公俊 - サッカー選手
- 山本哲哉 - プロ野球・東京ヤクルトスワローズ

## 由良町を舞台とする作品

### 映画
- 映画『釣りバカ日誌4』ロケ地
- なお、映画『亡国のイージス』にも登場する海上自衛隊由良基地分遣隊がある。

### MV
- HYDE『NOSTALGIC』[1]